# Пухат, Макс
Макс Пуха́т (нем. Max Puchat; 8 января 1859, Бреслау — 12 августа 1919) — немецкий композитор и дирижёр.

## Биография
Учился в Берлине у Фридриха Киля, в 1884 г. удостоен премии Мендельсона. В 1885 г. занимался у Ференца Листа. С 1886 г. музикдиректор в Хамме, с 1896 г. руководил хором в Падерборне. В 1903—1905 гг. в США, возглавлял Немецкое музыкальное общество в Милуоки. В 1906—1907 гг. руководил Венской певческой академией. С 1910 г. жил и работал в Бреслау, руководил собственной консерваторией.
Композиторское наследие Пухата включает симфонические поэмы «Идеал и жизнь» (нем. Das Ideal und das Leben; 1876), «Эвфорион» (1888, по эпизоду из «Фауста» И. В. Гёте) и «Трагедия художника» (нем. Tragödie eines Künstlers; 1894), «Увертюру на одну северную тему» для большого оркестра, фортепианный концерт, струнный квартет, фортепианную сонату, вокальные сочинения.